# YoungBoy Never Broke Again
Кентрелл Дешон Голден (англ. Kentrell DeSean Gaulden; род. 20 октября 1999 года, Батон-Руж, Луизиана, США), более известный по сценическому псевдониму YoungBoy Never Broke Again (также известный как NBA YoungBoy или просто YoungBoy) — американский рэпер, певец и автор песен. Между 2015 и 2017 годами Голден выпустил восемь независимых микстейпов локально и онлайн. В конце 2017 года Голден был подписан на Atlantic Records, на котором был выпущен его самый успешный сингл — «Outside Today» в январе 2018 года, который достиг 31-й позиции в чарте Billboard Hot 100. Песня была ведущим синглом его дебютного студийного альбома Until Death Call My Name, выпущенного в апреле того же года. Позже в 2022 году Кентрелл Голден перестал продлевать контракт с Atlantic Records и вступил в лейбл Motown Records, где выпустил альбомы «Don’t Try This At Home» и «Richest Opp» в 2023 году.

## Ранняя жизнь
Кентрелл Голден родился 20 октября 1999 года в Батон-Руж, штат Луизиана. YoungBoy сломал шею во время борьбы, когда был ребёнком, и был вынужден находиться в головном бандаже, пока позвоночник не зажил. Скоба оставила на его лбу неизгладимые шрамы. YoungBoy был воспитан в основном его бабушкой по материнской линии из-за того, что его отец был приговорен к 55 годам тюрьмы. Он бросил девятый класс и сказал своей маме, что хочет сосредоточиться на своей музыкальной карьере, и вскоре был арестован за грабёж и отправлен в центр временного содержания в Таллуле, штат Луизиана. Находясь там, он начал писать тексты для своего дебютного проекта.
После того, как он был освобождён из центра содержания под стражей, бабушка Голдена умерла от сердечной недостаточности, и Голден переехал к своему другу и коллеге рэперу NBA 3Three (также известный как OG 3Three). Затем эти двое занимались преступлениями, чтобы оплатить студию.

## Карьера

### 2016–2017: Beginnings иA.I. YoungBoy
YoungBoy впервые начал записывать треки с микрофона, который он купил в Walmart, когда ему было четырнадцать лет. Он выпустил свой дебютный микстейп Life Before Fame в 2015 году. Последовала череда других микстейпов, включая Mind of a Menace, Mind of a Menace 2 и Before I Go. YoungBoy привлёк внимание своим микстейпом 38 Baby в октябре 2016 года, в котором участвовали другие уроженцы Батон-Руж, Boosie Badazz, Kevin Gates и другие рэперы, такие как Tha Don и NBA 3Three. Неделю спустя, 4 ноября 2016 года YoungBoy выпустил ещё один микстейп под названием Mind Of A Menace 3. Быстрый рост популярности YoungBoy также можно связать с его бифом с другим рэпером Батон-Руж Scotty Cain в декабре 2015 года, в песнях обоих присутствовали угрозы смерти. Хотя никакого реального насилия между двумя рэперами никогда не было, их вражда привлекла много внимания.
В декабре 2016 года YoungBoy был арестован в Остине, штат Техас, по подозрению в попытке убийства первой степени в связи с предполагаемой стрельбой из машины. Находясь в тюрьме в Приход Ист-Батон-Руж, Луизиана, YoungBoy выпустил два микстейпа, Before I Go: Reloaded и Mind of a Menace 3: Reloaded, включая «Win or Lose», «Don’t Matter» и «Too Much». YoungBoy был освобождён из тюрьмы в мае 2017 года после заключения соглашения о признании вины и внесения залога. Через неделю после выхода из тюрьмы YoungBoy выпустил сингл «Untouchable».
В июле 2017 года YoungBoy выпустил клип на песню «41», который включал камео известных артистов, в том числе Meek Mill, Янг Таг, 21 Savage, Boosie Badazz и Yo Gotti. 3 августа 2017 года он выпустил микстейп A.I. YoungBoy, который занял 24 позицию в чарте Billboard 200. Сингл «Untouchable» занял 95-ю позицию в чарте Billboard Hot 100. Второй сингл из AI YoungBoy, «No Smoke», достиг 61-й позиции в Billboard Hot 100. Также в августе 2017 года YoungBoy объявил о туре A.I. YoungBoy.

### 2018:Until Death Call My Name
YoungBoy анонсировал свой дебютный студийный альбом Until Death Call My Name в январе 2018 года, вскоре после подписания контракта с Atlantic Records. Альбом был выпущен 27 апреля 2018 года. Сингл «Outside Today» был выпущен 6 января 2018 года. Песня стала наивысшей песней Голдена в чартах, достигнув 31-й позиции в Billboard Hot 100. Несмотря на арест в феврале 2018 года, Голден пообещал выпустить новый микстейп. YoungBoy был освобождён из тюрьмы 15 марта, а его следующий микстейп Master The Day Of Judgement был выпущен 19 мая 2018 год. В течение лета 2018 года YoungBoy выпустил серию из четырёх мини-альбомов, каждая из которых содержит четыре трека. Первый из них, 4Respect, был выпущен 24 августа, а затем 4Freedom, 4Loyalty и 4WhatImportant 30 августа, 6 сентября и 14 сентября соответственно. В связи с выпуском финальной части все четыре мини-альбома были объединены в сборник из 16 треков под названием 4Respect 4Freedom 4Loyalty 4WhatImportant. 12-й микстейп YoungBoy был выпущен 7 сентября 2018 года, с единственным гостевым участием от Trippie Redd и достиг 9 позиции в Billboard 200. 20 декабря YoungBoy выпустил ещё один микстейп Realer с гостевым участием Lil Baby и Plies.

### 2019: Чарты YouTube иA.I YoungBoy 2
По состоянию на январь 2019 года YoungBoy Never Broke Again был в списке лучших музыкальных исполнителей YouTube в США за предыдущую 101 неделю, став самым популярным музыкантом во всех жанрах. Это было в основном связано с его регулярной последовательностью выпуска музыки исключительно на YouTube. Он также является 9-м самым продаваемым артистом в чартах Billboard Mid Year 2019 года и занимает седьмое место в десятке лучших артистов, оцениваемых по аудиопотокам по требованию, не отбрасывая проект в первые шесть месяцев 2019 года.
NBA YoungBoy в настоящее время отбывает 14-месячный срок домашнего ареста, после нарушения испытательного срока в начале этого года. Поэтому он не может записывать музыку из любого места, кроме своего дома. 25 сентября 2019 года YoungBoy выпустил сингл «House Arrest Tingz».
10 октября 2019 года YoungBoy выпустил микстейп AI YoungBoy 2. Микстейп является продолжением его прорыва 2017 года AI Youngboy и содержит 18 песен, в том числе ранее выпущенную песню «Slime Mentality». AI YoungBoy 2 стал его первым альбомом номер один в чарте Billboard 200, набрав 144,7 миллиона аудиопотоков по требованию в течение своей первой недели, став одним из десяти крупнейших потоковых дебютов 2019 года.

### 2020—настоящее время: 38 Baby 2, Top, Sincerely, Kentrell, Colors, и The Last Slimeto
В феврале 2020 года Голден выпустил свой микстейп Still Flexin, Still Steppin. Он дебютировал под номером два в Billboard 200, став его вторым альбомом в чартах после AI YoungBoy 2. 24 апреля 2020 года Голден выпустил микстейп 38 Baby 2, который дебютировал под номером один в Billboard 200. 20 августа 2020 года Голден объявил о выпуске своего второго студийного альбома под названием Top, который был выпущен 11 сентября. Альбом дебютировал под номером один в Billboard 200.
11 ноября 2020 года Голден выпустил свой четвёртый сольный проект 2020 года — микстейп Until I Return.  Изначально он был выпущен на YouTube и через три дня стал доступен для потоковых сервисов с четырьмя дополнительными песнями. 20 ноября 2020 года Голден выпустил совместную пластинку с Rich the Kid под названием Nobody Safe.
24 сентября 2021 года Голден выпустил свой третий студийный альбом Sincerely, Kentrell из тюрьмы. Альбом дебютировал под номером один в Billboard 200.
После освобождения из тюрьмы в конце октября 2021 года он выпустил ряд синглов, начиная с ноября, в том числе «Heart and Soul», «Alligator Walk» и «Blackball». 10 декабря 2021 года была выпущена совместная с Birdman From the Bayou.
Голден выпустил ещё один микстейп под названием Colors 21 января 2022 года. 1 апреля YoungBoy Never Broke Again выпустил Last Slimeto Sampler. Он является прилюдием к его предстоящему четвёртому студийному альбому The Last Slimeto, который также станет его последним альбомом на лейбле Atlantic Records. Он должен выйти 5 августа 2022 года.

## Проблемы с законом
В ноябре 2016 года американские маршалы арестовали YoungBoy перед концертом в Остине, штат Техас, обвинив его в том, что он выпрыгнул из автомобиля и открыл огонь по группе людей на улице Саут-Батон-Руж. YoungBoy был обвинен в двух эпизодах покушения на убийство. YoungBoy находился в тюрьме с декабря 2016 по август 2017 года за попытку убийства первой степени. 23 августа 2017 года судья Батон-Руж приговорил YoungBoy к условному 10-летнему тюремному сроку и трем годам активного испытательного срока за его участие в стрельбе из машины.
YoungBoy был арестован перед концертом в ночном клубе Moon в Таллахасси 25 февраля 2018 года. Был выдан ордер на арест YoungBoy в штате Джорджия за якобы совершенное нападение, нарушение правил обращения с оружием и похищение людей. Вскоре после его ареста просочились записи камер наблюдения отеля, демонстрирующие как Голден напал на кого-то.
15 марта 2018 года он был освобождён из тюрьмы под залог в размере 75.000 долларов.
В настоящее время YoungBoy Never Broke Again находится на испытательном сроке из-за стрельбы, которая произошла в Майами, в которой участвовали он и его подруга, убив невинного человека, нарушив испытательный срок и был заключён в тюрьму на три месяца. Он должен пройти испытательный срок в течение 14 месяцев и собирается выпустить ещё один студийный альбом до конца 2019 года.

## Личная жизнь
YoungBoy является отцом двенадцати детей от девяти разных женщин. Двое его сыновей, Кайден и Кейси, появились в клипе на его сингл «Kacey Talk».
В июне 2018 года он заявил, что «Baby K» не является его биологическим сыном. Был проведён ДНК тест, который показал, что YoungBoy не отец «Baby K», но рэпер заявил, что воспитает ребёнка как родного.

## Дискография
- Until Death Call My Name (2018)
- Top (2020)
- Sincerely, Kentrell (2021)

## Награды и номинации
| Год  | Награда            | Категория            | Номинируемая работа                                               | Результат |
| ---- | ------------------ | -------------------- | ----------------------------------------------------------------- | --------- |
| 2019 | BET Hip Hop Awards | Лучший взрывной трек | «I Am Who They Say I Am» (совместно с Kevin Gates и Quando Rondo) | Номинация |